# Sandbox effektus
A Sandbox effektus a Google keresőnek az az állítólagos algoritmusa, amelyik az új weblapokat nem engedi jól szerepelni a találati listán, ameddig le nem jár a több hónapos próbaidő. (6-16 hónap) A Sandbox effektus létezése folytonos vita tárgya. Hívei szerint azért létezik, hogy megakadályozza az új weblapokkal való üzérkedést, akik nem hisznek benne, azok pedig arra hivatkoznak, hogy egy ilyen algoritmus a weblapok közötti verseny rovására menne, hiszen nem a minősége, hanem az életkora szerint ítél meg egy weblapot.
A Sandbox effektus még hívei szerint is csak nagy rákereséssel rendelkező kulcsszavak esetén lép működésbe, létezése, bár vitatott, nem zárható ki, hiszen a Google kereső más algoritmusainál is megfigyelhető egyfajta próbaidő, például az authority site státuszt is csak olyan weblap kaphatja meg, amelynek életkora legalább 4 hónap.